# Разура
Разу́ра (итал. Rasura) — коммуна в Италии, в провинции Сондрио области Ломбардия.
Население составляет 306 человек (2008 г.), плотность населения составляет 61 чел./км². Занимает площадь 5 км². Почтовый индекс — 23010. Телефонный код — 0342.
Покровителем населённого пункта считается святой апостол Иаков Зеведеев, празднование 25 июля.

## Демография
Динамика населения:

## Администрация коммуны
- Официальный сайт: http://www.rasura.com/